# Tryptyk męczeństwa św. Erazma
Tryptyk Męczeństwa św. Erazma – tryptyk niderlandzkiego malarza doby późnego gotyku Dirka Boutsa.

## Opis obrazu
Środkowa kwatera tryptyku przedstawia scenę męczeństwa św. Erazma. Na pierwszym planie w dynamiczny sposób został ukazany akt męczeństwa. Według legendy św. Erazm został poddany torturom: jego wnętrzności – jelita zostały wydarte poprzez nakręcanie na kołowrót. Mimo tak drastycznej sceny z ciała skazańca nie wypływa krew, a na jego twarzy nie ma śladu bólu ani cierpienia. Na drugim planie, ze sceną męczeństwa kontrastują trzy postacie niezainteresowane wydarzeniami, zastygłe niemal w bezruchu oraz postać nadzorcy również nie przejawiającego emocji. Na skrzydłach bocznych widoczne są postacie świętych z ich atrybutami: Hieronima z lewej i św. Bernarda z prawej strony. Ich znaczenie i związek z główną kompozycją tryptyku nie jest jasny.

## Historia obrazu
W pełni własnoręczne dzieło Boutsa powstało w Leuven, do którego przybył w 1457 roku, i gdzie pozostał aż do śmierci 6 maja 1475. Proweniencja nigdy nie była podważana, a informacje o dziele, jak i o jego autorze pojawiły się po raz pierwszy w 1585 roku w kronice miasta autorstwa Johannesa Molanusa. Jego powstanie datuje się z dużą rozbieżnością: na lata 50. XV wieku (Comblen-Sonkes 1996), na lata 1547–1464, czyli przed podpisaniem kontraktu na stworzenie Ołtarza Ostatniej Wieczerzy lub na lata po 1468, a przed 1475. Tryptyk został ufundowany prawdopodobnie przez Geeta Fabri de Smeta, nauczyciela i członka Bractwa Najświętszego Sakramentu lub przez Erasmusa van Baussele, mistrza tego samego Bractwa, który złożył podpis na kontrakcie zlecającym stworzenie Ostatniej Wieczerzy. Od 1535 roku tryptyk znajduje się w jednej z dwóch kaplic Bractwa Najświętszego Sakramentu przy kościele św. Piotra w Leuven.